# اینسپریشن (آریزونا)
اینسپریشن (به انگلیسی: Inspiration) یک منطقهٔ مسکونی در ایالات متحده آمریکا است که در آریزونا واقع شده‌است. اینسپریشن ۱٬۱۹۷ متر بالاتر از سطح دریا واقع شده‌است.